# District de Minamitsugaru
Le district de Minamitsugaru (南津軽郡, Minamitsugaru-gun) est un district de la préfecture d'Aomori, au Japon.

## Géographie

### Démographie
Lors du recensement national de 2000, la population du district de Minamitsugaru était de 95 901 habitants répartis sur une superficie de 701 km2.

### Municipalités du district
- Fujisaki
- Ōwani
- Inakadate